# Алі Барід-шах II
Алі Барід-шах II (д/н — 1591) — султан Бідару у 1591 році.

## Життєпис
Син Касіма Баріда II. Посів трон 1591 року. Через його малий вік між групами знатті розпалася боротьба за вплив. Цією ситуацією скористався стриєчний брат султана — Амір-хан, який повалив Алі Барід-шаха II, захопивши владу. Панування останнього тривалого декілько місяців.